# Tarascon
Tarascon település Franciaországban, Bouches-du-Rhône megyében. Lakosainak száma 15 525 fő (2022. január 1.). Tarascon Arles, Barbentane, Boulbon, Fontvieille, Graveson, Saint-Pierre-de-Mézoargues, Saint-Étienne-du-Grès, Beaucaire és Vallabrègues községekkel határos.

## Nevezetességek
- A középkori eredetű tarasconi várnál forgatták 1989-ben A francia forradalom című történelmi játékfilmnek a párizsi Bastille körül játszódó jeleneteit.
- Tartarin, Alphonse Daudet Tarasconi Tartarin regényének címszereplője a helyi folklór része lett, a városban Tartarin-ünnepségeket tartanak, és szobrot is emeltek neki.[2]

## Népesség
A település népessége az elmúlt években az alábbi módon változott:
| Lakosok száma | 10 584 | 10 735 | 10 826 | 13 376 | 13 941 | 15 056 | 14 813 | 15 811 | 15 508 | 15 525 |
|               | 1968   | 1982   | 1990   | 2006   | 2013   | 2015   | 2017   | 2019   | 2020   | 2022   |